# Цюпак, Александр Сергеевич
Алекса́ндр Серге́евич Цюпа́к (укр. Олександр Сергійович Цюпак; 28 августа 1982, Луков — 11 марта 2022, Наливайковка) — украинский военнослужащий, мастер-сержант, участник российско-украинской войны. Герой Украины (20 апреля 2022, посмертно).

## Биография
Родился 28 августа 1982 года в посёлке Луков. В 1998 году окончил школу, в 2001 году — профессионально-техническое училище № 22 пгт Луков по специальности тракторист-механик. В 2001—2003 годах проходил срочную службу в армии (пгт Десна), после чего подписал контракт.
Кадровый военный 14-й отдельной механизированной бригады — на соревнованиях его танковый взвод несколько раз занимал первое место. С 2014 года, когда началась российско-украинская война, подготовил столько же экипажей танкистов, сколько было волн мобилизаций.
В ходе российского вторжения в Украину защищал Киевщину. 11 марта 2022 года погиб в бою в населённом пункте Наливайковка Макаровской поселковой общины Бучанского района Киевской области.
15 марта 2022 года похоронен в селе Залужье Волынской области.

## Награды
- Звание «Герой Украины» с удостоением ордена «Золотая Звезда» (20 апреля 2022, посмертно) — за личное мужество и героизм, проявленные в защите государственного суверенитета и территориальной целостности Украины, верность военной присяге[4].

- Медаль «За военную службу Украине» (13 марта 2022, посмертно) — за личное мужество и отвагу, проявленные в защите государственных интересов, укрепление обороноспособности и безопасности Украины[5].